# Университет «Николае Титулеску»
Университет «Николае Титулеску» (рум. Universitatea „Nicolae Titulescu”) — частное высшее учебное заведение в Бухаресте (Румыния). Создано в 1990 году.
Носит имя Николае Титулеску, видного румынского дипломата, президента Генеральной Ассамблеи Лиги Наций (1930-1932).

## Структура
В университете имеется три факультета:
- Юридический факультет
- Факультет экономических наук
- Факультет социальных и административных наук

Университет сотрудничает с вузами Венгрии, Испании, Турции и других стран.